# 若草物語 (テレビドラマ)
『若草物語』（わかくさものがたり）は、毎日放送制作・NET（現：テレビ朝日）系「大丸名作劇場」(1968年)、フジテレビ系「ライオン奥様劇場」枠（1973年）、日本テレビ系（2024年）で放送されたテレビドラマである。
いずれもルイーザ・メイ・オルコットの名作『若草物語』が原作だが、内容は異なっている。

## 大丸名作劇場版
1968年4月4日から同年6月27日まで放送。全13回。
1964年に日活系で公開された同名映画に主演した芦川いづみが再び主演し、その日活が制作を担当したが、映画版とは大きく異なっている。

### キャスト
- 丹崎かすみ：芦川いづみ - 四姉妹の長女、テキスタイルデザイナー
- 丹崎花：山本陽子 - 四姉妹の次女、料理学校の助手
- 丹崎雪：伊藤るり子 - 四姉妹の三女、大学生
- 丹崎きり：川口晶 - 四姉妹の四女、高校生

(6-9話は出演していない。7話は修学旅行、8,9話は交通事故でケガをして入院という事になっている。)
- 佐分利信 - 四姉妹の父親、パイロット
- 加藤治子 - 四姉妹の母親
- 古垣健司：川地民夫 - 花の友人、カメラマン
- 山上宏：青山恭二 - ダム設計士、かすみに好意を持つ
- 小池こうたろう：藤竜也 - 室内装飾家、かすみの見合い相手だったが、花と交際を始める
- 殿村りゅうた：中山仁 - 山上の同僚
- えい子：鳳八千代 - 四姉妹の叔母、スナック『ほそくら』のオーナー
- 佐良直美 - 雪のペンフレンド
- 工藤堅太郎 - その兄、信州で牧場を経営
- なべおさみ - 魚屋『魚徳』の若旦那
- 田所：益田喜頓 - 近所に孫と暮らす老人
- マイケル：山川ワタル - その孫、英国と日本のハーフ
- 武智豊子 - 田所家の家政婦
- 佐久間やす子：瞳麗子 - かすみの高校時代の友人
- 藤間紫 - 古垣の姉、伊豆熱川のホテルの女将

### サブタイトル
1. 四月の風
2. 女の顔
3. 蜜蜂
4. 友情の栞
5. めぐり逢い
6. われらライバル
7. スピカの君
8. 娘の願い
9. おかしな奴
10. 千羽のアヒル
11. 愛日
12. 新しい旅
13. 歓びの歌

### スタッフ
- 原作：ルイーザ・メイ・オルコット
- 脚本：田井洋子、向田邦子、窪田篤人
- 監督：白鳥信一、遠藤三郎、堀池清
- プロデューサー：亀井欽一
- 監修：西河克己
- 音楽：いずみたく
- 主題歌「若草の恋」（歌：佐良直美）
  - 作詞：岩谷時子／作曲・編曲：いずみたく
- 制作：日活、MBS

### 再放送
2019年1月28日～31日、チャンネルNECO にて放送

## ライオン奥様劇場版
1973年8月6日から9月14日まで放送。カラー作品。全30回。

### 概要
「奥様劇場」第70作。本枠の翻案ものは第62作「はるかなる愛」に次いで2作目。原作はルイーザ・メイ・オルコットの同名小説であり、南北戦争時代のアメリカの物語を放送当時の現代の日本に置き換えたことで、宗教的な色彩が取り除かれるなど設定に大幅な改変が施されたが、四姉妹の性格はほぼ原作が踏襲された。次女の視点を通して家族愛、恋愛、結婚問題などを描く青春ホームドラマ。制作のエコーが東宝系であることから、監督をはじめ撮影スタッフは東宝を中心に固められた。音楽は佐藤勝と伊福部昭門下の福井甫が共作し、脚本家の内海一晃がプロデューサーを務めた。平均視聴率6.1％、最高視聴率8.3％（いずれもビデオリサーチ関東地区調べ）。

### 物語
三田家の次女陽子は22歳。旅行会社に勤めながら小説家として身を立てることを夢見ている。小学校教師の長女さつきは同僚の杉町と結婚間近、三女悦子は大学、四女千恵子は高校に通っている。父の秀一郎は2年前に大学病院の内科部長を辞めて単身九州南端の無医村で僻地医療に取り組んでいたが、無理が祟って病に倒れ長期の入院が必要と診断された。母のはつ江が看病のために家を離れ、姉妹は経済的に逼迫した生活に直面することを余儀なくされる。陽子には思いを寄せる隆がいたが、妹の悦子が密かに隆を慕っていることを知り、身を引くことを考える。そんな時、女性週刊誌の懸賞小説に入選した陽子は期待に胸を弾ませて編集長の古賀と会ったが、文学は金のためにするものではないと叱責されてしまう。歯に衣着せぬ古賀の物言いに反感を持った陽子だったが、次第にその誠意あふれる人柄に惹かれてゆくのであった。

### キャスト
- 三田陽子 …………… 田島令子 - 原作のジョゼフィーン・マーチ（ジョー）に当たる。
- 三田さつき   …………　倉野章子 - 原作のマーガレット・マーチ（メグ）に当たる。
- 三田悦子 …………… 林靖子 - 原作のエリザベス・マーチ（ベス）に当たる。
- 三田千恵子 ………… 永野裕紀子 - 原作のエイミー・マーチに当たる。
- 三田秀一郎 ………… 北村和夫
- 三田はつ江 ………… 津島恵子
- 古賀喩 ……………… 和崎俊哉 - 原作のセオドア・ローレンス（ローリー）に当たる。
- 田崎ふみ …………… 佐々木すみ江
- 杉町二郎 …………… 高津住男
- 岩城隆 ……………… 真山譲次
- 岩城卓造 …………… 宇佐美淳也
- 久保 ………………… 西本裕行
- 水沢 ………………… 頭師孝雄
- 田崎みどり　 …………  松井紀美江
- 江口由美子 ………… 堀井永子
- 片桐早苗 …………… 田中真規子
- 野地 ………………… 響龍次

### スタッフ
- 原作：ルイーザ・メイ・オルコット
- 脚本：加瀬高之
- 監督：丸山誠治、岩内克己、日高武治
- 音楽：佐藤勝、福井甫
- プロデューサー：内海一晃（エコー）、北島正巳（フジテレビ）
- 制作：エコー・フジテレビ

## 2024年版
『若草物語-恋する姉妹と恋せぬ私-』のタイトルで 2024年10月期に日本テレビ系で放送予定
。主演は堀田真由 。

### 参考資料
- 「テレビジョンドラマ」(放送映画出版)
- 「若草物語」シナリオ決定稿